# Uskok Romanche

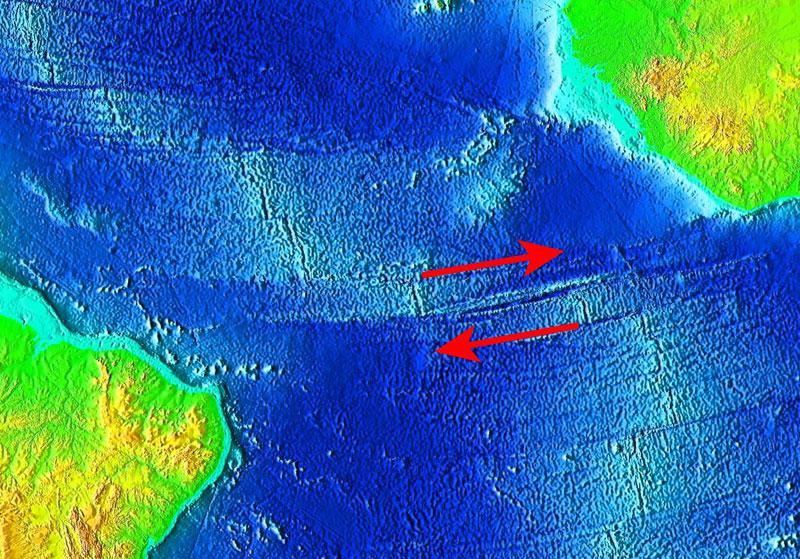
Strefa uskokowa Romanche

Uskok Romanche (ang. Romanche Trench, Romanche Furrow, Romanche Gap) – uskok transformacyjny o przebiegu równoleżnikowym, znajdujący się w środkowej części Oceanu Atlantyckiego. Należy do ogólnoświatowego systemu rozłamów skorupy ziemskiej.
Znajduje się w pobliżu równika, pomiędzy wybrzeżami Brazylii i Zachodniej Afryki. Przybliżone położenie: 2°N - 2°S i 16°W - 20°W. Ma ok. 300 km długości. Oddziela Grzbiet Północnoatlantycki i Basen Sierra Leone na północy od Basenu Angolskiego, Grzbietu Południowoatlantyckiego i Basenu Brazylijskiego na południu. Powstał w wyniku rozsuwania się Grzbietu Śródatlantyckiego wraz z doliną ryftową i strefy spreadingu.
Ponad uskokiem znajduje się Głębia Romanche, która jest trzecią głębią Oceanu Atlantyckiego, po Rowie Portorykańskim i Rowie Sandwichu Południowego.